# Xã Highland, Quận Clayton, Iowa
Xã Highland (tiếng Anh: Highland Township) là một xã thuộc quận Clayton, tiểu bang Iowa, Hoa Kỳ. Năm 2010, dân số của xã này là 216 người.